# Ostrowsko (województwo małopolskie)
Ostrowsko – wieś w Polsce, położona w województwie małopolskim, w powiecie nowotarskim, w gminie Nowy Targ, na Podhalu, u podnóża Gorców.
| SIMC    | Nazwa         | Rodzaj    |
| ------- | ------------- | --------- |
| 0457490 | Przy Gościńcu | część wsi |
| 0457509 | Przy Strudze  | część wsi |
| 0457515 | Za Wodą       | część wsi |

Wieś królewska, położona w drugiej połowie XVI wieku w powiecie sądeckim województwa krakowskiego, należała do tenuty czorsztyńskiej. W latach 1960–1972 wieś była siedzibą władz gromady Ostrowsko. W latach 1975–1998 miejscowość położona była w województwie nowosądeckim.
Ostrowsko to niewielka wieś położona przy drodze wojewódzkiej nr 969 z Nowego Targu do Krościenka, na prawym brzegu Dunajca (kilka osiedli na lewym brzegu). Należy do regionu geograficznego Kotlina Nowotarska.
Nazwa wymieniana była już na początku XII wieku w roku 1251 (jako rzeka i polana). W 1260 powstała parafia św. Michała Archanioła. Nazwa wsi pojawia się na przełomie XIV i XV wieku, początkowo jako włość rycerska a w XVIII wieku jako włość ostrowska z własnym starostą.
21 lutego 1947 r. funkcjonariusze Urzędu Bezpieczeństwa i Korpusu Bezpieczeństwa Wewnętrznego otoczyli w jednej z zagród w Ostrowsku oddział Józefa Kurasia „Ognia”, który działał tu od kwietnia 1945. Po zaciętej walce i próbie wyrwania się z okrążenia Józef Kuraś postrzelił się śmiertelnie. 
W 2017 r. szkoła podstawowa w Ostrowsku otrzymała imię prof. Andrzeja Waksmundzkiego.